# Hapsidophrys principis
Espèce
Synonymes
- Gastropyxis principis Boulenger, 1906

Hapsidophrys principis est une espèce de serpents de la famille des Colubridae.

## Répartition
Cette espèce est endémique de Sao Tomé-et-Principe. Elle est présente entre 100 et 300 m d'altitude.

## Publication originale
- Boulenger, 1906 : Report on the reptiles collected by the late L. Fea in West Africa. Annali di Museo Civico di Storia Naturale di Genova, ser. 3, vol. 2, p. 196-216.